# ポートランド・トレイルブレイザーズ

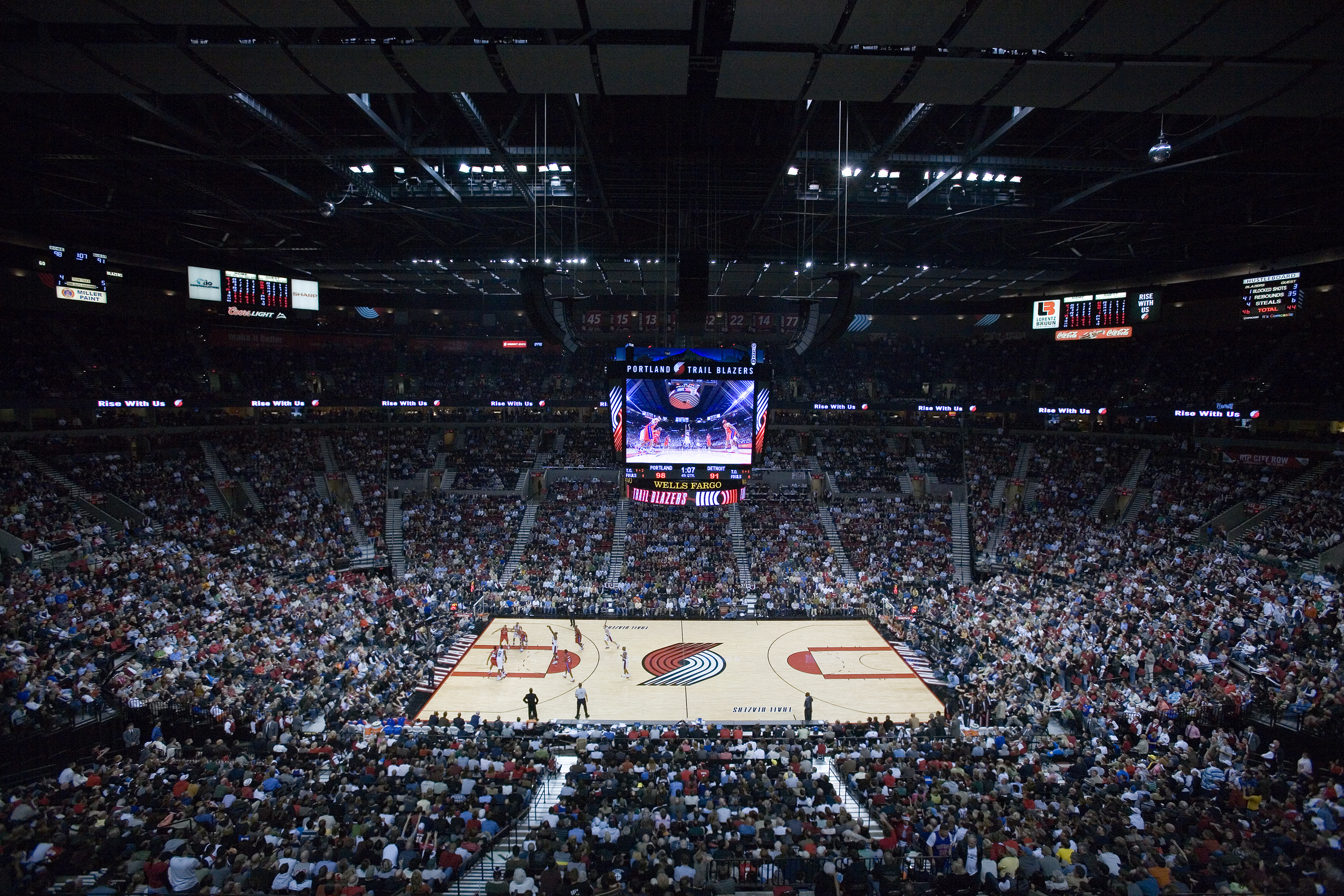
ホームコート

ポートランド・トレイルブレイザーズ（Portland Trail Blazers）は、アメリカ合衆国オレゴン州ポートランドに本拠を置く全米プロバスケットボール協会 (NBA) のチーム。ウェスタン・カンファレンス、ノースウェスト・ディビジョン所属。トレイルブレイザーズは略してブレイザーズと呼ばれることもある。チーム名は"blaze a new trail"で「先鞭を付ける」という意味で、開拓者を表している。

## 歴史

### 初期
ポートランド・トレイルブレイザーズ（ブレイザーズ）は、1970年に新設チームとしてNBAに加わった。「道を切り拓く者」を意味する「トレイルブレイザーズ」の名称は一般公募で寄せられた名前の中から選ばれた。
ブレイザーズは設立後数年間低い勝率に苦しむ時期が続いた。ドラフトでビル・ウォルトンを獲得し、レニー・ウィルケンズが選手兼任でチームを率いた1974年からは勝率5割に近づいたものの、創設から6シーズンの間勝ち越すことはできなかった。

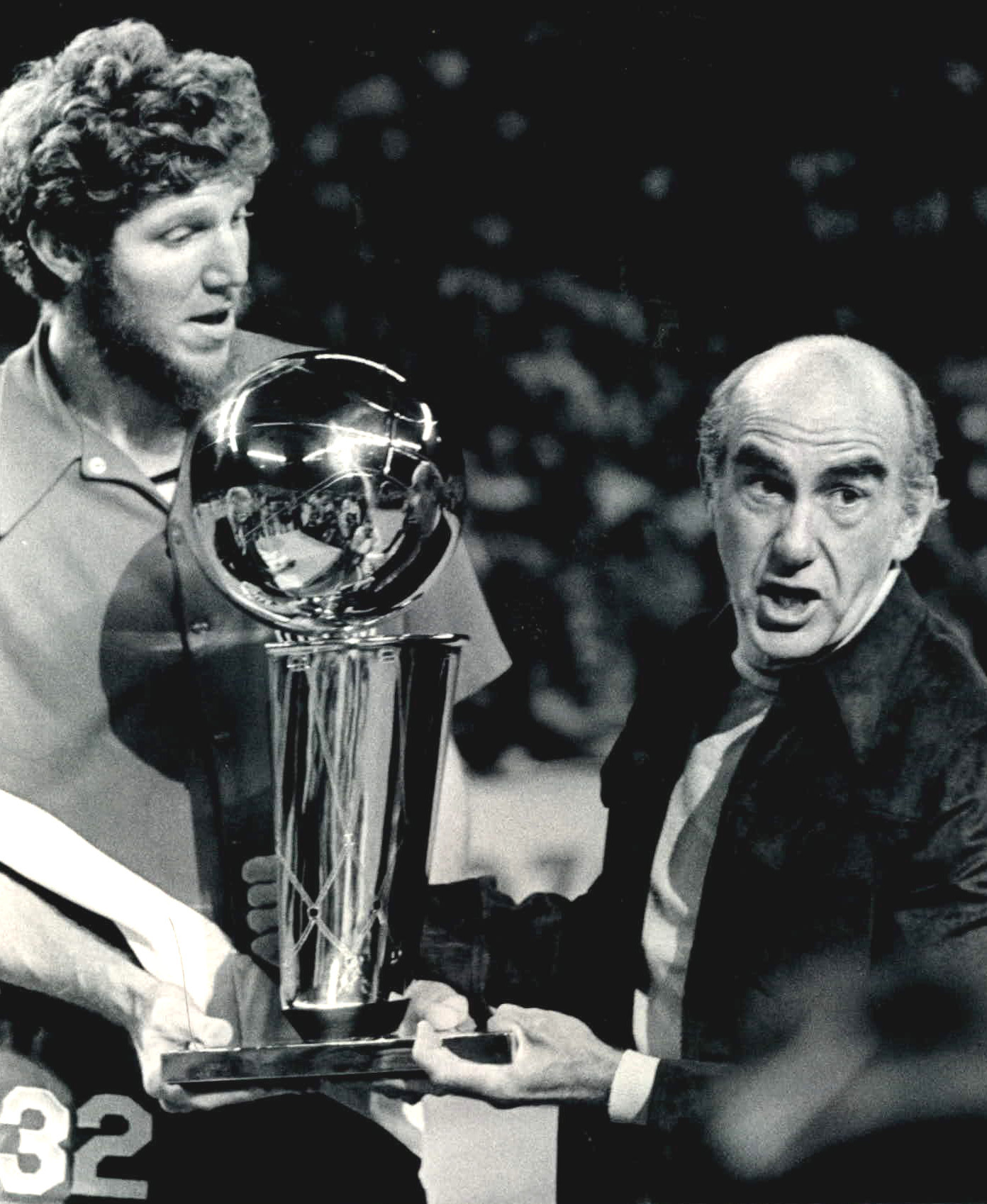
ジャック・ラムジー(右)とファイナルMVPに輝いたビル・ウォルトン

1976年のシーズンオフにウィルケンズは監督を退き、代わってジャック・ラムジーが後任に就いた。同時期に元ABA選手のモーリス・ルーカスを獲得。チームは49勝33敗と初めて5割を上回る勝ち星をあげた。ブレイザーズはプレイオフを勝ち進みNBAファイナルに進出、フィラデルフィア・セブンティシクサーズを4勝2敗で下し優勝を果たした。このシーズンにはファンの間で「ブレイザーマニア」と呼ばれる熱狂があり、シーズン末から90年代に入るまでホーム戦のチケットが完売する状態が続いた。
翌シーズンは58勝24敗と勝ちを上乗せしたもののプレイオフでは勝ち残れず、怪我の多かったウォルトンは1979年にチームを去った。ラムジーは80年代半ばまでチームの指揮を執ったがチーム勝率は5割前後、プレイオフでは1回戦で敗れるシーズンが多かった。

### ドレクスラーの時代

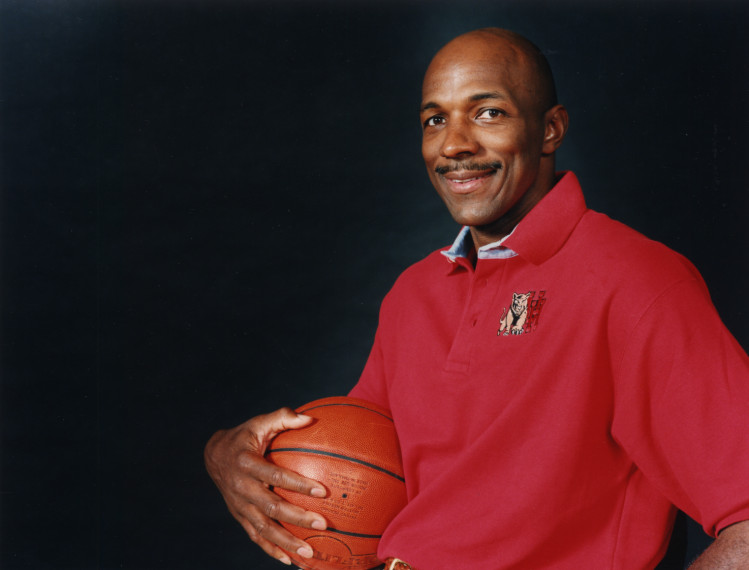
クライド・ドレクスラー1983年から1995年までプレーした。

ブレイザーズは1983年にドラフトでクライド・ドレクスラーを獲得し、ドレクスラーは90年代初頭までチームの中心的な選手になった。翌1984年にチームがドラフト2位で指名したサム・ブーイは、マイケル・ジョーダンよりも早く指名されたものの怪我もあって平凡なキャリアで引退した。もしジョーダンを指名していればドレクスラーとのコンビで史上に残るバックコートデュオとなっていたはずであり、しばしばNBA史上最も失敗したドラフト指名と言われることになった。
ラムジーに代わり監督に就任したマイク・シューラー、その後任のリック・アデルマンのもと、ブレイザーズはSGにドレクスラー、PFにバック・ウィリアムズ、Cにケビン・ダックワース、PGにテリー・ポーター、シックスマンにクリフォード・ロビンソンを擁し次第に西地区を代表する強豪へと成長していった。59勝23敗の結果を残した1989-90シーズン、ブレイザーズはNBAファイナルに進出したが、デトロイト・ピストンズに1勝4敗で敗退した。
アデルマンのブレイザーズは、翌シーズンの63勝19敗を頂点に高い勝率を上げ続けた。そして1992年には再びNBAファイナルに進出するが、この年はジョーダン率いるシカゴ・ブルズに2勝4敗で敗れた。
この後もブレイザーズは勝率5割以上の好成績を残し続けるが、プレイオフでは次第に勝ち残れなくなり、1995年のシーズン中にドレクスラーがヒューストン・ロケッツに移籍し、チームは再編の時期に入った。

### ジェイル・ブレイザーズ
1988年にチームを買い取っていたポール・アレンは90年代半ば頃には世界的な富豪になっており、1994年にはボブ・ウィッシットをGMに就任させ、ブレイザーズは大胆なチーム補強に取り組み始めた。
その結果、90年代末から21世紀初頭にかけてのブレイザーズはアイザイア・ライダー、デイモン・スタウダマイアー、ラシード・ウォーレス、ブライアン・グラント、アルビダス・サボニス、ボンジ・ウェルズ、スコッティ・ピッペン、スティーヴ・スミス、デトレフ・シュレンプ、デイル・デイヴィス、ショーン・ケンプ、ステイシー・オーグモンなどを含む層の厚いチームになり、地区首位のロサンゼルス・レイカーズなどを脅かす存在になった。（一時期、登録選手全体の知名度・年俸などでNBA史上最も豪華なチームとなった。）しかしプレイオフではレイカーズやサンアントニオ・スパーズなどの強豪を破れず、「ジェイル（刑務所）・ブレイザーズ」と呼ばれる程、コート外でのトラブルが続出したことから、中心選手たちは次第にチームを離れていった。2003-04シーズンには21年続いていたプレイオフ連続出場記録も途絶え、以降は勝率5割以下の低迷期に入った。

### ロイの時代
07-08シーズンにはチームの若返りを図り、主力メンバーを06-07シーズンの新人王ブランドン・ロイや、ラマーカス・オルドリッジらを中心とした若手選手で構成したことが功を奏し、チーム成績は4シーズンぶりに勝率5割に復帰した。
2008-2009シーズンはシーズン通して好調を維持した結果、2002-03シーズン以来のプレーオフ出場を遂げた。第1回戦でヒューストン・ロケッツに2勝4敗で惜敗した。翌2008-2009シーズン、2010-2011シーズンもプレーオフに進出したもののいずれも第1回戦で敗退した。

### リラードの時代
2011年、膝の怪我のためロイが現役を引退。

#### 2011-12シーズン

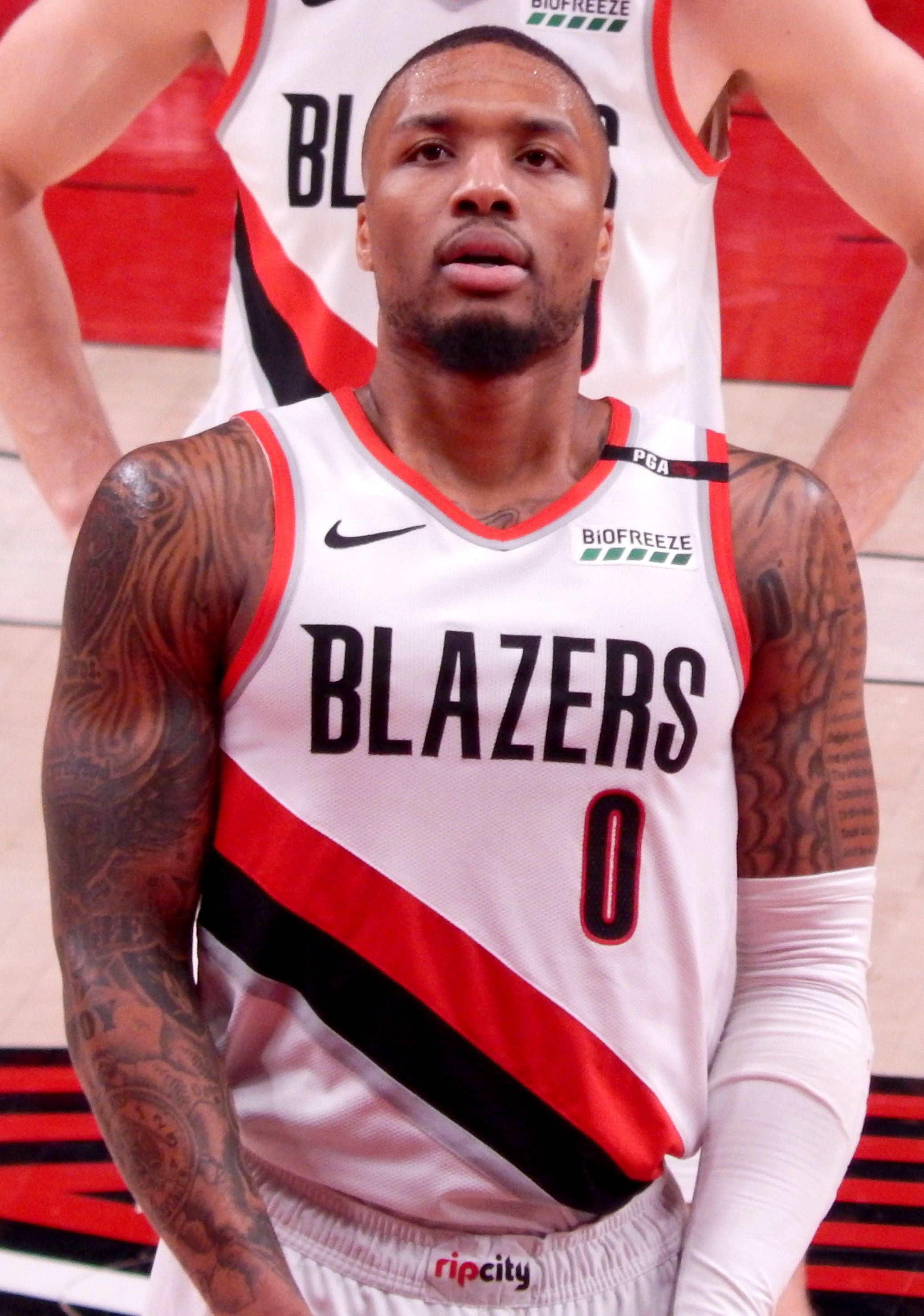
デイミアン・リラード

オルドリッジを中心としたチーム構成をで臨んだがプレーオフを逃してしまう。2012年のNBAドラフトでデイミアン・リラードを指名。

#### 2012-13シーズン
プレーオフ進出を逃したものの、リラードはブレイク・グリフィン以来となる満場一致で新人王を獲得した。

#### 2013-14シーズン

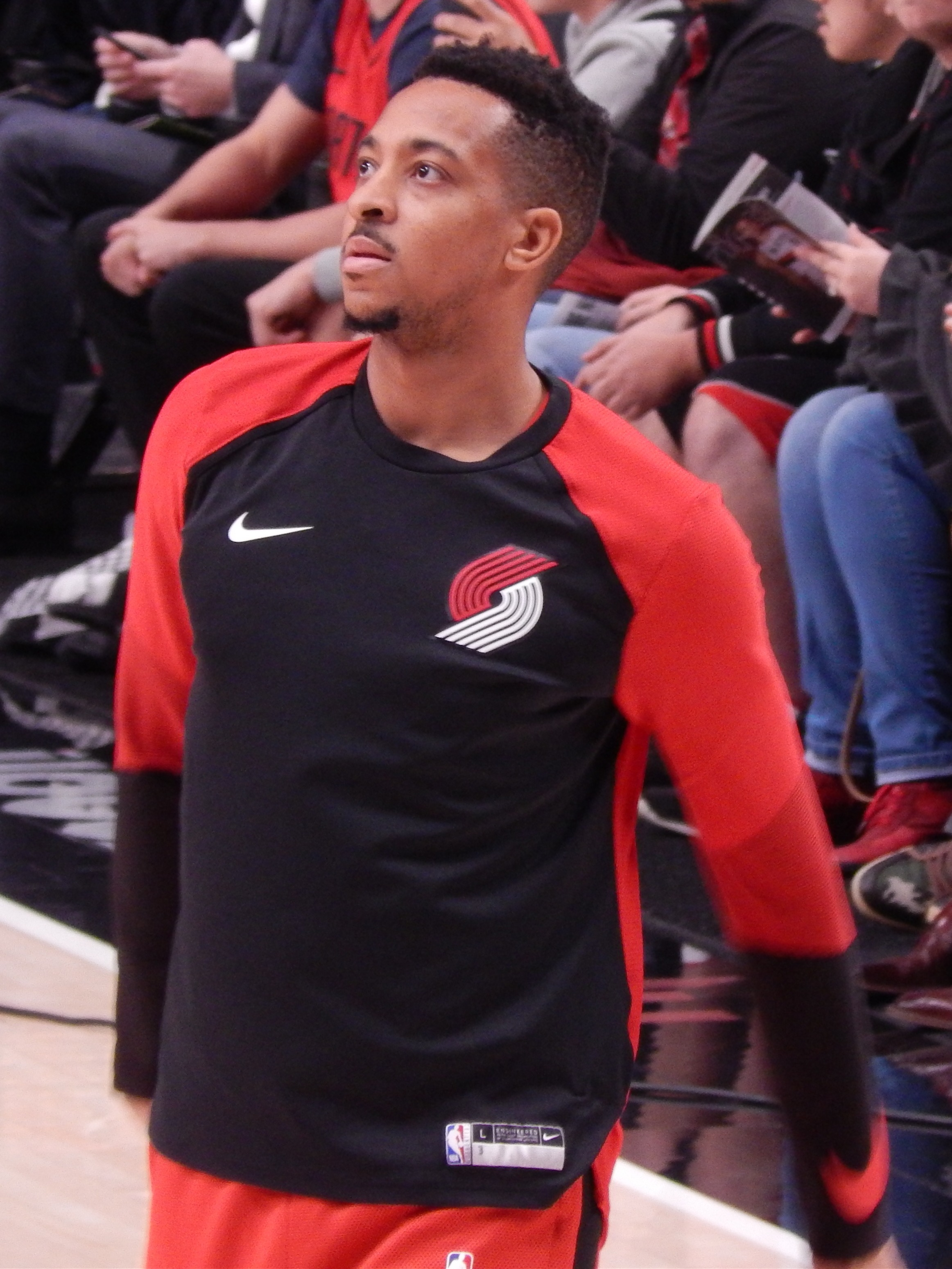
2013年のNBAドラフトにて全体10位で指名されたCJ・マッカラムはリラードと強力なバックコートデュオを結成した。

リラードとオルドリッジを中心として、センター補強のロビン・ロペス、バックコート補強のモー・ウィリアムズが功を奏し、シーズン序盤から快進撃を続け、 2010-11シーズン以来のプレーオフ進出を果たした。
第1回戦では、上位シードのヒューストン・ロケッツを第6戦のホームコートで、リラードの劇的な逆転ブザービーター3ポイントシュートで下してアップセットし、ラシード・ウォーレス時代の2000年以来のカンファレンスセミファイナルへの進出を果たした。サンアントニオ・スパーズとは1999年にカンファレンス決勝で敗れて以来の対戦となった。初戦から3連敗を喫し第4戦で1勝はしたが、スパーズにチーム層の厚さ、経験の豊富さの違いを見せつけられ敗退した。

#### 2014-15シーズン
同じ地区のライバルオクラホマシティ・サンダーが、ケビン・デュラントとラッセル・ウェストブルックを開幕後から怪我で欠いたこともあり、ノースウェストディビィジョン首位を快走。ゴールデンステート・ウォリアーズ、サンアントニオ・スパーズ、メンフィス・グリズリーズ、ヒューストン・ロケッツ、ダラス・マーベリックス、ロサンゼルス・クリッパーズなどを相手に激しいカンファレンス首位争いを繰り広げていたが、シーズン終盤にウェズリー・マシューズを重傷で失速。しかし、1998-99シーズン以来の地区優勝を決めた。プレーオフでは、第1回戦でメンフィス・グリズリーズに1勝4敗で敗退した。
そしてシーズン終了後にブレイザーズは大改革に乗り出し、まずは6月にニコラス・バトゥムをシャーロット・ホーネッツに放出、更にFA交渉が解禁された7月にはラマーカス・オルドリッジ、ロビン・ロペス、ウェズリー・マシューズ、アーロン・アフラロとの再契約を見送るなど、リラードを中心としたチーム構成で一からチームを造り直すことを決意した。

### リラードとマッカラムの二頭体制

#### 2015-16シーズン
2014-15シーズンの陣容から大きく入れ替えた今シーズンは、開幕前から苦戦が予想されていたが、ウェズリー・マシューズの移籍でスターターに昇格したCJ・マッカラムが、天性の得点能力を開花。開幕から高得点を連発しリラードと共にチームを牽引。ノア・ヴォンレー、メイソン・プラムリー、メイヤーズ・レナードといったインサイド陣の奮闘もあり2月から予想外の快進撃を展開し、4月7日のオクラホマシティ・サンダー戦での勝利で、大方の予想を覆し3年連続プレーオフ進出を決めた。プレーオフでは第1回戦でクリス・ポールとブレイク・グリフィンらが負傷したロサンゼルス・クリッパーズを4勝2敗で退け、続くカンファレンス準決勝ではゴールデンステート・ウォリアーズ戦で1勝4敗で終わったものの、多くの収穫を獲るシーズンとなった（余談ではあるが、このシーズン最多勝を更新したウォリアーズにレギュラーシーズンとプレーオフの両方で勝利したのはブレイザーズのみだった）。

#### 2016-17シーズン
予想外の結果を残した2015-16シーズンからの更なる飛躍が期待されたが開幕から大きく出遅れ、リラードも「今の僕らはとても最悪だ」と弱音を吐くなど低迷した。しかし2017年に入り調子を取り戻し、2月のトレード期限日には再契約交渉が決裂したメイソン・プラムリーをプレーオフ争いを繰り広げていたデンバー・ナゲッツに放出し、ユスフ・ヌルキッチを獲得。これが功を奏し、ヌルキッチは同月末の古巣ナゲッツ戦で自己最高の活躍を見せ更に波に乗ったブレイザーズは、ナゲッツを振り切り4年連続のプレーオフ出場を決めた。しかし、プレーオフでは第1回戦でゴールデンステート・ウォリアーズに4戦全敗で屈した。

#### 2017-18シーズン
リラードが3シーズンぶりのオールスターに選ばれ、2018年2月14日のゴールデンステート・ウォリアーズ戦から3月18日のロサンゼルス・クリッパーズ戦まで13連勝を記録すなどし、レギュラーシーズンを49勝33敗のウェスト3位で終えた。プレーオフでは一転カンファレンス6位のニューオーリンズ・ペリカンズ相手に苦戦、2シーズン連続で第1回戦において0勝4敗のスウィープで敗退した。

#### 2018-19シーズン
リラードがエースとしてチームを牽引。シーズン途中に獲得したエネス・カンターの活躍もあり前年と同じカンファレンス3位でプレーオフに進出。プレーオフでは1stラウンドでカンファレンス6位のオクラホマシティ・サンダーと対戦。3勝1敗で迎えた第5戦、リラードの劇的なブザービーターで勝利しカンファレンスセミファイナルへ駒を進める。カンファレンスセミファイナルではカンファレンス2位のデンバー・ナゲッツと対戦。2勝3敗と先に王手をかけられるが、そこから2連勝し逆転でカンファレンスファイナルに進出。しかし、カンファレンス決勝では3連覇を目指すゴールデンステート・ウォリアーズに一昨年同様スイープされた。

#### 2019-20シーズン
リラードが出色のパフォーマンスを披露したが、チームとしての成績は振るわず。新型コロナウイルスによるシーズン中断もあったものの、実に7シーズンぶりに勝率が5割を割り込んだ。今シーズン限りの特例で行われたメンフィス・グリズリーズとのプレーイン・トーナメントに勝利しなんとかカンファレンス8位でプレーオフ進出を果たしたが、同1位のロサンゼルス・レイカーズに1勝4敗であえなく敗れた。

#### 2020-21シーズン
このシーズン、チームはプレーオフに進出したが、第1回戦でデンバー・ナゲッツに第6戦の末に敗れた。シーズン終了後にヘッドコーチのテリー・ストッツが辞任し、新たにチャウンシー・ビラップスがヘッドコーチに就任した。

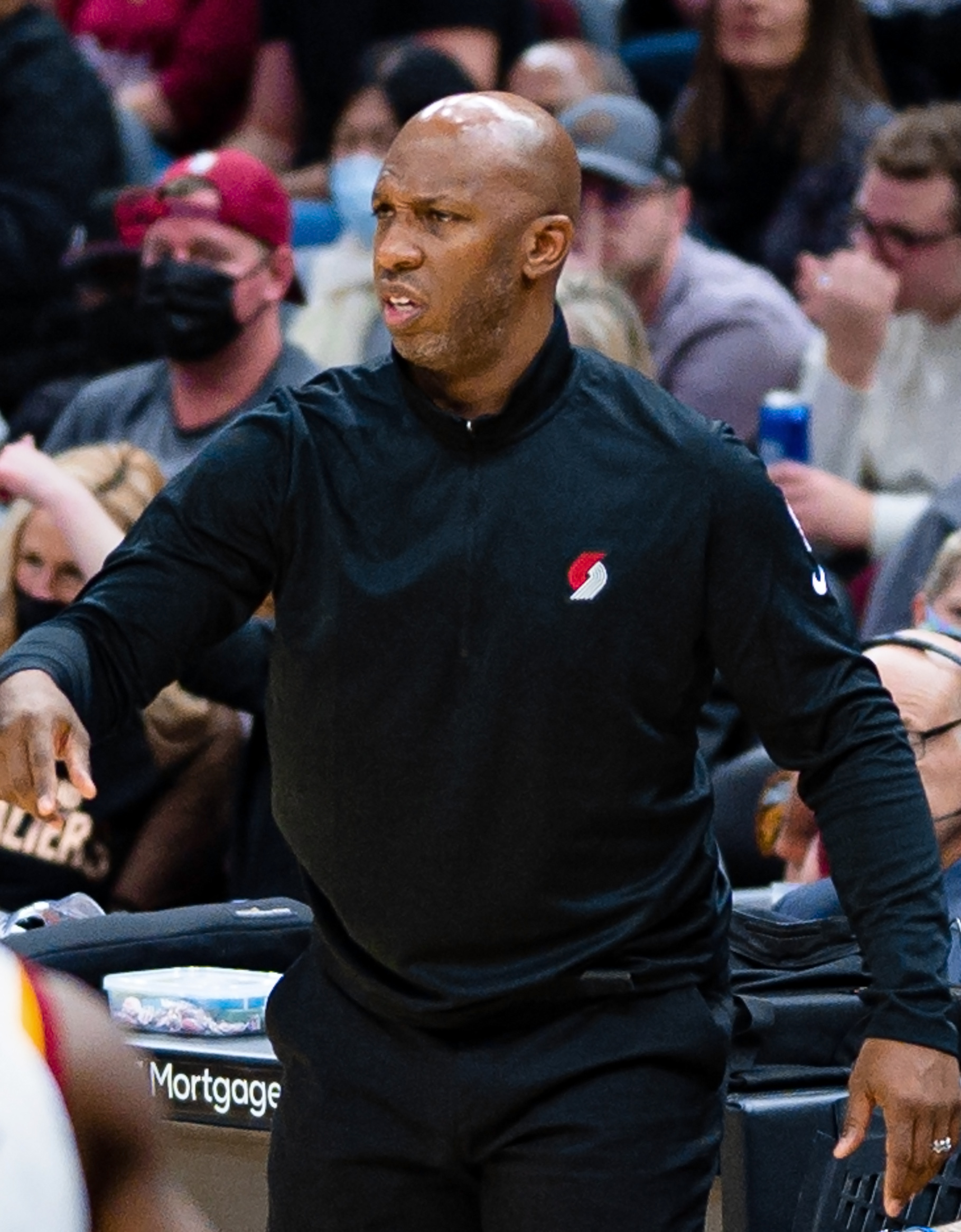
チャウンシー・ビラップス

### 再建へ

#### 2021-22シーズン
2022年2月8日にマッカラムをニューオーリンズ・ペリカンズへ放出し、アンファニー・サイモンズとの複数年延長契約に合意した。
このシーズンからウェスタンカンファレンスのプレーオフ争いから滑り落ちることとなった。

#### 2022-23シーズン
シーズン開幕前の6月22日に、トレードでデトロイト・ピストンズからジェラミ・グラント、複数のドラフト指名権を獲得し、2022年のNBAドラフトでは全体7位でシェイドン・シャープ、全体57位でジャバリ・ウォーカーを指名したが、7月にリラードがトレード要求をし始めた。

#### 2023-24シーズン
2023年のNBAドラフトにて全体2位でスクート・ヘンダーソンを指名した。シーズン開幕前の大型トレードで、リラードをミルウォーキー・バックスへ、ヌルキッチ、ナシール・リトル、キーオン・ジョンソンをフェニックス・サンズへ放出し、ドリュー・ホリデー、ディアンドレ・エイトン、トゥマニ・カマラ、複数のドラフト指名権を獲得。さらに4日後に、トレードでホリデーをボストン・セルティックスへ放出し、ロバート・ウィリアムズ3世、マルコム・ブログドン、2つの将来のドラフト1巡目指名権を獲得し、グラントとの5年総額1億6,000万ドルの再契約にも合意した。このシーズン、チームは21勝61敗を記録し、プレーオフ進出を逃した。

#### 2024-25シーズン
2024年のNBAドラフトにて全体7位でドノバン・クリンガンを指名し、ドラフト当日のトレードでワシントン・ウィザーズからデニ・アヴディアを獲得した。シーズン途中、チームは10連勝するなど一時期快進撃があったが、キャバリアーズとサンダーの各カンファレンスの1位の前では、接戦を繰り広げるも2チームに負け、その後勢いが戻ることもなく、36勝46敗でシーズン終了。順位はサンズに次ぐ12位でプレーイン進出を逃す。オーナーによると2025‐2026年の準備をしていると述べていること。オフシーズン中にチームのエース、アンファニー・サイモンズと2巡目指名権2枚を出してドリュー・ホリデーを対価として得た。そして、チームの大黒柱のディアンドレ・エイトンがレイカーズへ移籍してしまう。そして、デイミアン・リラードが3年4200万ドルでブレイザーズに戻ってきた。これによりバックコートにリラード、ホリデーの二人の大ベテランがデュオを組むことになる。

## シーズンごとの成績
Note: 勝 = 勝利数, 敗 = 敗戦数, % = 勝率 
| シーズン                           | 勝    | 敗    | %    | プレーオフ                                                                  | 結果 |
| ---------------------------------- | ----- | ----- | ---- | --------------------------------------------------------------------------- | --- |
| ポートランド・トレイルブレイザーズ |       |       |      |                                                                             | |
| 1970-71                            | 29    | 53    | .354 |                                                                             | |
| 1971-72                            | 18    | 64    | .220 |                                                                             | |
| 1972-73                            | 21    | 61    | .256 |                                                                             | |
| 1973-74                            | 27    | 55    | .329 |                                                                             | |
| 1974-75                            | 38    | 44    | .463 |                                                                             | |
| 1975-76                            | 37    | 45    | .451 |                                                                             | |
| 1976-77                            | 49    | 33    | .598 | 1回戦勝利 カンファレンス準決勝勝利 カンファレンス決勝勝利 NBAファイナル優勝 | ブレイザーズ 2, ブルズ 1 ブレイザーズ 4, ナゲッツ 2 ブレイザーズ 4, レイカーズ 0 ブレイザーズ 4, シクサーズ 2     |
| 1977-78                            | 58    | 24    | .707 | カンファレンス準決勝敗退                                                    | スーパーソニックス 4, ブレイザーズ 2                                                                              |
| 1978-79                            | 45    | 37    | .549 | 1回戦敗退                                                                   | サンズ 2, ブレイザーズ 1                                                                                          |
| 1979-80                            | 38    | 44    | .463 | 1回戦敗退                                                                   | スーパーソニックス 2, ブレイザーズ 1                                                                              |
| 1980-81                            | 45    | 37    | .549 | 1回戦敗退                                                                   | カンザスシティ 2, ブレイザーズ 1                                                                                  |
| 1981-82                            | 42    | 40    | .512 |                                                                             | |
| 1982-83                            | 46    | 36    | .561 | 1回戦勝利 カンファレンス準決勝敗退                                          | ブレイザーズ 2, スーパーソニックス 0 レイカーズ 4, ブレイザーズ 1                                                 |
| 1983-84                            | 48    | 38    | .585 | 1回戦敗退                                                                   | サンズ 3, ブレイザーズ 2                                                                                          |
| 1984-85                            | 42    | 40    | .512 | 1回戦勝利 カンファレンス準決勝敗退                                          | ブレイザーズ 3, マーベリックス 1 レイカーズ 4, ブレイザーズ 1                                                     |
| 1985-86                            | 40    | 42    | .489 | 1回戦敗退                                                                   | ナゲッツ 3, ブレイザーズ 1                                                                                        |
| 1986-87                            | 49    | 33    | .598 | 1回戦敗退                                                                   | ロケッツ 3, ブレイザーズ 1                                                                                        |
| 1987-88                            | 53    | 29    | .646 | 1回戦敗退                                                                   | ジャズ 3, ブレイザーズ 1                                                                                          |
| 1988-89                            | 39    | 43    | .476 | 1回戦敗退                                                                   | レイカーズ 3, ブレイザーズ 0                                                                                      |
| 1989-90                            | 59    | 23    | .720 | 1回戦勝利 カンファレンス準決勝勝利 カンファレンス決勝勝利 NBAファイナル敗退 | ブレイザーズ 3, マーベリックス 0 ブレイザーズ 4, スパーズ 3 ブレイザーズ 4, サンズ 2 ピストンズ 4, ブレイザーズ 1 |
| 1990-91                            | 63    | 19    | .768 | 1回戦勝利 カンファレンス準決勝勝利 カンファレンス決勝敗退                   | ブレイザーズ 3, スーパーソニックス 2 ブレイザーズ 4, ジャズ 1 レイカーズ 4, ブレイザーズ 2                        |
| 1991-92                            | 57    | 25    | .695 | 1回戦勝利 カンファレンス準決勝勝利 カンファレンス決勝勝利 NBAファイナル敗退 | ブレイザーズ 3, レイカーズ 1 ブレイザーズ 4, サンズ 1 ブレイザーズ 4, ジャズ 2 ブルズ 4, ブレイザーズ 2           |
| 1992-93                            | 51    | 31    | .622 | 1回戦敗退                                                                   | スパーズ 3, ブレイザーズ 1                                                                                        |
| 1993-94                            | 47    | 35    | .573 | 1回戦敗退                                                                   | ロケッツ 3, ブレイザーズ 1                                                                                        |
| 1994-95                            | 44    | 38    | .537 | 1回戦敗退                                                                   | サンズ 3, ブレイザーズ 0                                                                                          |
| 1995-96                            | 44    | 38    | .537 | 1回戦敗退                                                                   | ジャズ 3, ブレイザーズ 2                                                                                          |
| 1996-97                            | 49    | 33    | .598 | 1回戦敗退                                                                   | レイカーズ 3, ブレイザーズ 1                                                                                      |
| 1997-98                            | 46    | 36    | .561 | 1回戦敗退                                                                   | レイカーズ 3, ブレイザーズ 1                                                                                      |
| 1998-99                            | 35    | 15    | .700 | 1回戦勝利 カンファレンス準決勝勝利 カンファレンス決勝敗退                   | ブレイザーズ 3, サンズ 0 ブレイザーズ 4, ジャズ 2 スパーズ 4, ブレイザーズ 0                                      |
| 1999-2000                          | 59    | 23    | .720 | 1回戦勝利 カンファレンス準決勝勝利 カンファレンス決勝敗退                   | ブレイザーズ 3, ウルブズ 1 ブレイザーズ 4, ジャズ 1 レイカーズ 4, ブレイザーズ 3                                  |
| 2000-01                            | 50    | 32    | .610 | 1回戦敗退                                                                   | レイカーズ 3, ブレイザーズ 0                                                                                      |
| 2001-02                            | 49    | 33    | .598 | 1回戦敗退                                                                   | レイカーズ 3, ブレイザーズ 0                                                                                      |
| 2002-03                            | 50    | 32    | .610 | 1回戦敗退                                                                   | マーベリックス 4, ブレイザーズ 3                                                                                  |
| 2003-04                            | 41    | 41    | .500 |                                                                             | |
| 2004-05                            | 27    | 55    | .329 |                                                                             | |
| 2005-06                            | 21    | 61    | .256 |                                                                             | |
| 2006-07                            | 32    | 50    | .390 |                                                                             | |
| 2007-08                            | 41    | 41    | .500 |                                                                             | |
| 2008-09                            | 54    | 28    | .659 | 1回戦敗退                                                                   | ロケッツ 4, ブレイザーズ 2                                                                                        |
| 2009-10                            | 50    | 32    | .610 | 1回戦敗退                                                                   | サンズ 4, ブレイザーズ 2                                                                                          |
| 2010-11                            | 48    | 34    | .585 | 1回戦敗退                                                                   | マブス 4, ブレイザーズ 2                                                                                          |
| 2011-12                            | 28    | 38    | .424 |                                                                             | |
| 2012-13                            | 33    | 49    | .402 |                                                                             | |
| 2013-14                            | 54    | 28    | .659 | 1回戦勝利 カンファレンス準決勝敗退                                          | ロケッツ 2, ブレイザーズ 4 スパーズ 4, ブレイザーズ 1                                                             |
| 2014-15                            | 51    | 31    | .622 | 1回戦敗退                                                                   | メンフィス・グリズリーズ 4, ブレイザーズ 1                                                                        |
| 2015-16                            | 44    | 38    | .537 | 1回戦勝利 カンファレンス準決勝敗退                                          | クリッパーズ 2, ブレイザーズ 4 ウォリアーズ 4, ブレイザーズ 1                                                     |
| 2016–17                            | 41    | 41    | .500 | 1回戦敗退                                                                   | ウォリアーズ 4, ブレイザーズ 0                                                                                    |
| 2017–18                            | 49    | 33    | .598 | 1回戦敗退                                                                   | ペリカンズ 4, ブレイザーズ 0                                                                                      |
| 2018–19                            | 53    | 29    | .646 | 1回戦勝利 カンファレンス準決勝勝利 カンファレンス決勝敗退                   | ブレイザーズ 4, サンダー 1 ブレイザーズ 4, ナゲッツ 3 ウォリアーズ 4, ブレイザーズ 0                              |
| 2019–20                            | 35    | 39    | .473 | 1回戦敗退                                                                   | レイカーズ 4, ブレイザーズ 1                                                                                      |
| 2020–21                            | 42    | 30    | .583 | 1回戦敗退                                                                   | ナゲッツ 4, ブレイザーズ 2                                                                                        |
| 2021–22                            | 27    | 55    | .329 |                                                                             | |
| 2022–23                            | 33    | 49    | .402 |                                                                             | |
| 2023–24                            | 21    | 61    | .256 |                                                                             | |
| 通算勝敗                           | 2,292 | 2,070 | .525 |                                                                             | |
| プレイオフ                         | 119   | 155   | .434 | 優勝1回                                                                     | |

## 主な選手

### 保有するドラフト交渉権
トレイルブレイザーズは、NBA以外のリーグでプレーしている以下の未契約ドラフト指名選手の交渉権を保有している。ドラフトで指名された選手（海外出身の選手または大学選手で、ドラフトで指名したチームと契約していない選手）は、NBA以外のどのチームとでも契約することが認められており、この場合、そのチームは、その選手のNBA以外のチームとの契約が終了してから1年後まで、その選手のNBAでの交渉権を保持することになる。このリストには、他球団とのトレードで獲得した交渉権も含まれている。
| ドラフト年 | 巡目 | 指名順 | 選手             | ポジション | 国籍       | 現所属チーム                          | 注釈                                           | 参照   |
| ---------- | ---- | ------ | ---------------- | ---------- | ---------- | ------------------------------------- | ---------------------------------------------- | ------ |
| 2015       | 2    | 54     | ダニ・ディエス   | F          | スペイン   | CBミラフローレス (スペイン)           | ユタ・ジャズから獲得（ニューヨークを経由して） | [ 16 ] |
| 2008       | 2    | 44     | アンテ・トミッチ | C          | クロアチア | ホベントゥート・バダローナ (スペイン) | ユタ・ジャズから獲得（ニューヨークを経由して） | [ 17 ] |

### 年代別主要選手
太文字…殿堂入り選手 (C)…優勝時に在籍した選手 (M)…在籍時にMVPを獲得した選手 (50)…偉大な50人 (75)…偉大な75人
| 1970年代 (プレイオフ進出：3回 ファイナル進出：1回 優勝：1回) - ジェフ・ペトリー (Geoff Petrie) ：1970-1976 - ラリー・スティール (Larry Steele) ：1971-1980 (C) - シドニー・ウィックス (Sidney Wicks) ：1971-1956 - ロイド・ニール (Lloyd Neal) ：1972-1979 (C) - ビル・ウォルトン (Bill Walton) ：1974-1979 (C)(M)(50)(75) - レニー・ウィルケンズ (Lenny Wilkens) ：1974-1975 - モーリス・ルーカス (Maurice Lucas) ：1976-1980 (C) - デイブ・ツワージク (Dave Twardzik) ：1976-1980 (C) - マイカル・トンプソン (Mychal Thompson) ：1978-1986 - ジム・パクソン (Jim Paxson) ：1979-1987 1980年代 (プレイオフ進出：9回) - カルヴィン・ナット (Calvin Natt) ：1983-1995 - クライド・ドレクスラー (Clyde Drexler) ：1983-1995 (50)(75) - ジェローム・カーシー (Jerome Kersey) ：1984-1995 - テリー・ポーター (Terry Porter) ：1985-1995 - ケビン・ダックワース (Kevin Duckworth) ：1986-1993 - ラモン・ラモス (Ramón Ramos) ：1988 －ブレイザーズでプレイする予定だったが、不慮の事故によりその機会は永遠に失われた。 - ドラジェン・ペトロヴィッチ (Dražen Petrović) ：1989-1991 - クリフォード・ロビンソン (Clifford Robinson) ：1989-1997 - バック・ウィリアムズ (Buck Williams) ：1989-1996 1990年代 (プレイオフ進出：10回 ファイナル進出：2回) - アルヴィーダス・サボニス (Arvydas Sabonis) ：1995-2001、2002-2003 - ラシード・ウォーレス (Rasheed Wallace) ：1996-2004 - ブライアン・グラント (Brian Grant) ：1997-2000 - デイモン・スタウダマイアー （Damon Stoudemire) ：1998-2005 - ボンジ・ウェルズ (Bonzi Wells) ：1998-2003 - スコッティ・ピッペン (Scottie Pippen) ：1999-2003 (50)(75) - スティーブ・スミス (Steve Smith) ：1999-2001 | 2000年代 (プレイオフ進出：4回) - デイル・デイビス (Dale Davis) : 2000-2004 - スティーブ・カー (Steve Kerr) : 2001-2002 - ザック・ランドルフ (Zach Randolph) : 2001-2007 - トラビス・アウトロー (Travis Outlaw) : 2003-2010 - ダリアス・マイルズ (Darius Miles) : 2004-2006 - ジョエル・プリジビラ (Joel Przybilla) : 2004-2011, 2012 - ヴィクトル・ハラッパ (Victor Khryapa) : 2004-2006 - フアン・ディクソン (Juan Dixon) : 2006-2007 - イーメイ・ウドカ (Ime Udoka) : 2006-2007 - ラマーカス・オルドリッジ (LaMarcus Aldridge) : 2006-2015 - ブランドン・ロイ (Brandon Roy) : 2006-2011 - スティーブ・ブレイク (Steve Blake) : 2007-2010, 2014-2015 - ニコラス・バトゥーム (Nicolas Batum) : 2008-2015 - アンドレ・ミラー (Andre Miller) : 2009-2011 - パティ・ミルズ(Patty Mills) : 2009-2011 2010年代 (プレイオフ進出：8回) - ウェズリー・マシューズ (Wesley Matthews)：2010-2015 - マーカス・キャンビー (Marus Camby)：2010-2012 - J・J・ヒクソン (JJ Hickson)：2012-2013 - デイミアン・リラード (Damian Lillard)：2012-2023 (75) - メイヤーズ・レナード (Meyers Leonard)：2012-2019 - ロビン・ロペス (Robin Lopez)：2013-2015 - CJ・マッカラム (CJ McCollum)：2013-2022 - クリス・ケイマン (Chris kaman)：2014-2016 - アル＝ファルーク・アミヌ (Al-Farouq Aminu)：2015-2019 - メイソン・プラムリー (Mason Plumlee)：2015-2017 - エバン・ターナー (Evan Turner)：2016-2019 - ユスフ・ヌルキッチ (Jusuf Nurkić)：2017-2023 - ザック・コリンズ (Zach Collins)：2017-2021 - アンファニー・サイモンズ (Anfernee Simons)：2018-2025 - エネス・カンター・フリーダム (Enes Kanter Freedom)：2019, 2020-2021 - カーメロ・アンソニー (Carmelo Anthony)：2019-2021 (75) 2020年代 (プレイオフ進出：2回) - ジェラミ・グラント (Jerami Grant)：2022- - スクート・ヘンダーソン (Scoot Henderson)：2023- - ディアンドレ・エイトン (Deandre Ayton)：2023-2025 - ドノバン・クリンガン (Donovan Clingan)：2024- - デニ・アヴディア (Deni Avdiya)：2024- |

## コーチ、その他

### 歴代ヘッドコーチ
- ローランド・トッド (Rolland Todd) (1970-71/1971-72)
- スチュ・インマン (Stu Inman) (1971-72)
- ジャック・マクロスキー (Jack McCloskey) (1972-73/1973-74)
- レニー・ウィルケンズ (Lenny Wilkens) (1974-75/1975-76)
- ジャック・ラムジー (Jack Ramsay) (1976-77/1985-86)
- マイク・シュラー (Mike Schuler) (1986-87/1988-89)
- リック・アデルマン (Rick Adelman) (1988-89/1993-94)
- P・J・カーリシモ (P. J. Carlesimo) (1994-95/1996-97)
- マイク・ダンリービー (Mike Dunleavy Sr.) (1997-98/2000-01)
- モーリス・チークス (Maurice Cheeks) (2001-02/2004-05)
- ケビン・プリチャード (Kevin Pritchard) (2004-05)
- ネイト・マクミラン (Nate McMillan) (2005-06/2011-12)
- カレブ・カナレス (Kaleb Canales) (2011-12)
- テリー・ストッツ (Terry Stotts) (2012-21)
- チャウンシー・ビラップス (Chauncey Billups) (2021- )

## 栄誉

### 永久欠番
| ポートランド・トレイルブレイザーズ永久欠番 |                        |                  |                     |                |
| No.                                        | 選手                   | ポジション       | 在籍期間            | 式典日         |
| 1                                          | ラリー・ワインバーグ   | オーナー         | 1970–1988           | 1992年         |
| 13                                         | デイブ・ツワージク     | G                | 1976–1980           | 1981年10月11日 |
| 14                                         | ライオネル・ホリンズ   | G                | 1975–1980           | 2007年4月18日  |
| 15                                         | ラリー・スティール     | G                | 1971–1980           | 1981年10月11日 |
| 20                                         | モーリス・ルーカス     | F                | 1976–1980 1987–1988 | 1988年11月4日  |
| 22                                         | クライド・ドレクスラー | G                | 1983–1995           | 2001年3月6日   |
| 30                                         | ボブ・グロス           | F                | 1975–1982           | 2008年12月18日 |
| 30                                         | テリー・ポーター       | G                | 1985–1995           | 2008年12月16日 |
| 32                                         | ビル・ウォルトン       | C                | 1974–1979           | 1989年11月3日  |
| 36                                         | ロイド・ニール         | F/C              | 1972–1979           | 1979年3月24日  |
| 45                                         | ジェフ・ペトリー       | G                | 1970–1976           | 1981年11月11日 |
| 772                                        | ジャック・ラムジー     | ヘッドコーチ     | 1976–1986           | 1993年1月14日  |
|                                            | ビル・ショーネリー     | 専属アナウンサー | 1970–1998           | 2003年11月3日  |

注釈

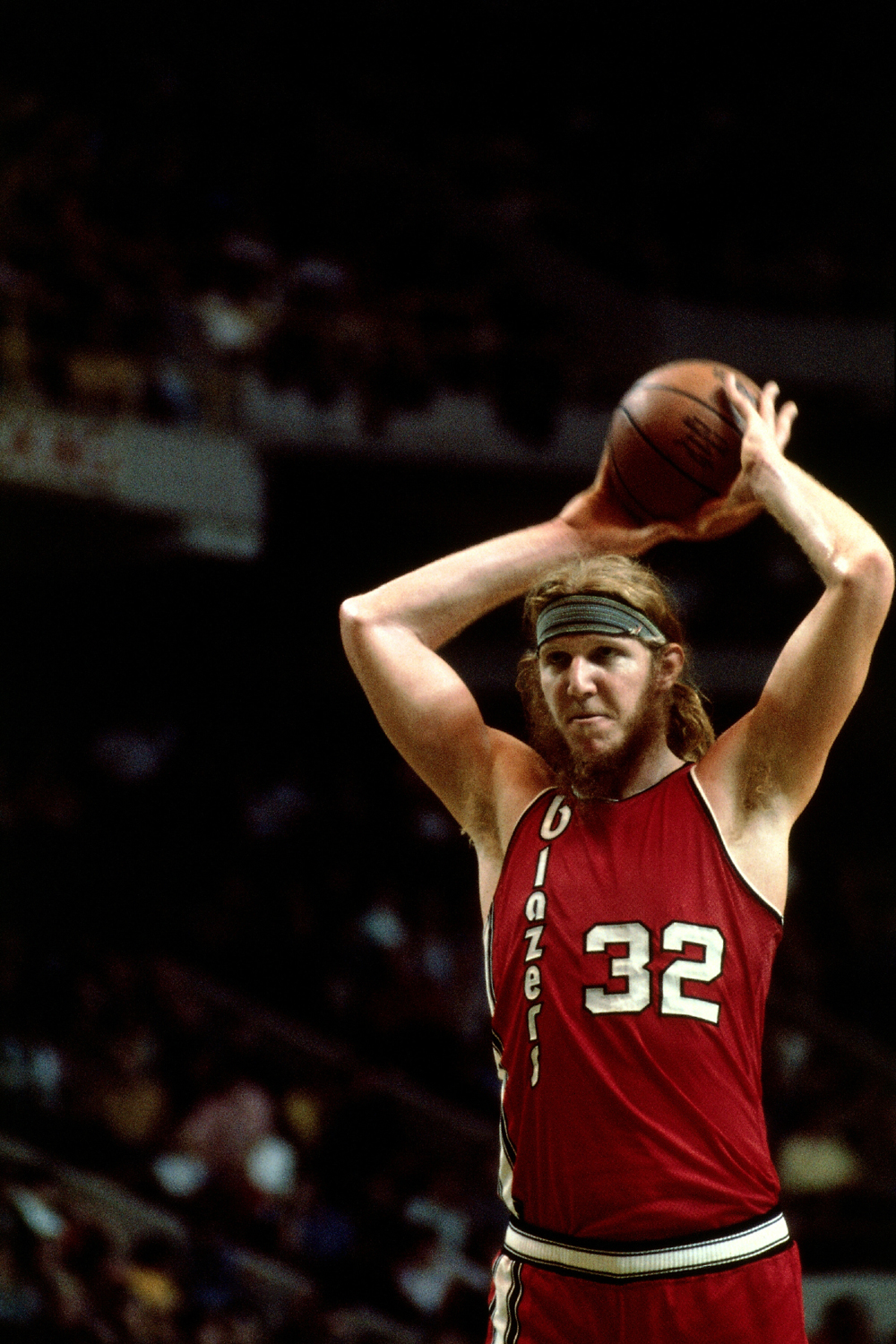
ビル・ウォルトン

- 1 創設者兼オーナーとして選出され、背番号は現在でも使用可能
- 2 ヘッドコーチとして1977年のNBAチャンピオンを記念して
- 2022年8月11日に、NBAはビル・ラッセルの背番号「6」を全チームの永久欠番とした[19][20]。

### 殿堂入り
| ポートランド・トレイルブレイザーズ殿堂入り | ポートランド・トレイルブレイザーズ殿堂入り | ポートランド・トレイルブレイザーズ殿堂入り | ポートランド・トレイルブレイザーズ殿堂入り | ポートランド・トレイルブレイザーズ殿堂入り |
| 選手                                       | 選手                                       | 選手                                       | 選手                                       | 選手                                       |
| No.                                        | 名前                                       | ポジション                                 | 在籍期間                                   | 殿堂入り年                                 |
| ------------------------------------------ | ------------------------------------------ | ------------------------------------------ | ------------------------------------------ | ------------------------------------------ |
| 19                                         | レニー・ウィルケンズ 1                     | G                                          | 1974–1975                                  | 1989                                       |
| 32                                         | ビル・ウォルトン                           | C                                          | 1974–1979                                  | 1993                                       |
| 44                                         | ドラジェン・ペトロヴィッチ 2               | G                                          | 1989–1991                                  | 2002                                       |
| 22                                         | クライド・ドレクスラー 3                   | G/F                                        | 1983–1995                                  | 2004                                       |
| 33                                         | スコッティ・ピッペン 4                     | F                                          | 1999–2003                                  | 2010                                       |
| 11                                         | アルヴィーダス・サボニス                   | C                                          | 1995–2001 2002–2003                        | 2011                                       |
| 6                                          | ウォルター・デイビス 2                     | G/F                                        | 1991                                       | 2024                                       |
| 00                                         | カーメロ・アンソニー                       | F                                          | 2019–2021                                  | 2025                                       |
| コーチ                                     |                                            |                                            |                                            |                                            |
| 名前                                       | 名前                                       | ポジション                                 | 在籍期間                                   | 殿堂入り                                   |
| 77                                         | ジャック・ラムジー                         | ヘッドコーチ                               | 1976–1986                                  | 1992                                       |
| レニー・ウィルケンズ 1                     | レニー・ウィルケンズ 1                     | ヘッドコーチ                               | 1974–1976                                  | 1998                                       |
| 12                                         | リック・アデルマン                         | アシスタントコーチ ヘッドコーチ            | 1983–1989 1989–1994                        | 2021                                       |

注釈
- 1 ウィルケンズはバルセロナ五輪代表チームにおいても殿堂入りを果たした
- 2 死後に選出された
- 3 ドレクスラーはバルセロナ五輪代表チームにおいても殿堂入りを果たした
- 4 ピッペンはバルセロナ五輪代表チームにおいても殿堂入りを果たした

### FIBA殿堂入り
| ポートランド・トレイルブレイザーズFIBA殿堂入り | ポートランド・トレイルブレイザーズFIBA殿堂入り | ポートランド・トレイルブレイザーズFIBA殿堂入り | ポートランド・トレイルブレイザーズFIBA殿堂入り | ポートランド・トレイルブレイザーズFIBA殿堂入り |
| 選手                                           | 選手                                           | 選手                                           | 選手                                           | 選手                                           |
| No.                                            | 名前                                           | ポジション                                     | 在籍期間                                       | 殿堂入り                                       |
| ---------------------------------------------- | ---------------------------------------------- | ---------------------------------------------- | ---------------------------------------------- | ---------------------------------------------- |
| 10                                             | フェルナンド・マルティン 1                     | C/F                                            | 1986–1987                                      | 2007                                           |
| 44                                             | ドラジェン・ペトロヴィッチ 1                   | G                                              | 1989–1991                                      | 2007                                           |
| 11                                             | アルヴィーダス・サボニス                       | C                                              | 1995–2001 2002–2003                            | 2010                                           |
| 21                                             | ファブリシオ・オベルト                         | C                                              | 2010                                           | 2019                                           |
| 12                                             | デトレフ・シュレンプ                           | F                                              | 1999–2001                                      | 2021                                           |

注釈
- 1 死後に選出された

## 日本での公式戦
1994年11月に、ロサンゼルス・クリッパーズと横浜アリーナで2試合を戦った。エースのドレクスラーが第1戦で26得点、第2戦で41得点と活躍し（ともに試合最多）、ブレイザーズを連勝に導いた。